# Барбариго
Барбариго (на италиански: Barbarigo) е знатна италианска фамилия от Триест, преместила се във Венеция от средата на XI век. Представителите ѝ заемат важни обществени постове, включително два пъти са избирани за дожове.

## Произход и история
Според семейното предание родоначалник на рода е Ариго, който удържал победа над сарацините през 880 г. и си направил от брадите на повалените врагове венец, с който триумфално се завърнал в семейните владения. Именно от тази случка идва впоследствие и фамилното име (от итал. barba - „брада“).
Родът дава двама епископи, трима кардинали, един патриарх на Венеция, двама дожове, много военни. Сред членовете на фамилията е генерал Агостино Барбариго, който в битката при Лепанто през 1571 г. срещу османците умира, прострелян с отровна стрела в окото. Тялото му е съхранено в манастира на град Чертоза ди Павия.

## По-известни представители на фамилията
- Марко Барбариго – 73–ти дож на Венеция;
- Агостино Барбариго – 74–ти дож на Венеция;
- Агостино Барбариго (адмирал) – герой от битката при Лепанто;
- Грегорио Барбариго – кардинал, канонизиран от Католическата църква